# Aparan
Aparan (tiếng Armenia: Ապարան) là một đô thị thuộc tỉnh Aragatsotn, Armenia. Dân số ước tính năm 2011 là 6679 người.